# Willy Schärer
Wilhelm Schärer (Berna, 20 settembre 1903 – Berna, 26 novembre 1982) è stato un mezzofondista svizzero.
Nel 1924 fu medaglia d'argento nei 1 500 metri piani ai Giochi olimpici di Parigi, arrivando alle spalle del finlandese Paavo Nurmi. Terminata la propria carriera agonistica, da sempre appassionato di astronomia ha fondato l'osservatorio amatoriale privato di Berna-Uecht.

## Palmarès
| Anno | Manifestazione  | Sede   | Evento | Risultato | Prestazione | Note                          |
| ---- | --------------- | ------ | ------ | --------- | ----------- | ----------------------------- |
| 1924 | Giochi olimpici | Parigi | 1500 m | Argento   | 3'55"0      | Miglior prestazione personale |